# Panta Rhei (scholengemeenschap)
Panta Rhei is een scholengemeenschap voor vmbo en eerste opvangonderwijs in Amstelveen. De school heeft ongeveer 525 leerlingen. De onderbouw en de bovenbouw zijn sinds november 2010 naast elkaar gevestigd aan de Pandora. De missie van de school is om een stabiele, inspirerende school te zijn met een positieve uitstraling, waarin leerlinggericht gewerkt wordt vanuit maatschappelijk relevante contexten. 
In 2009 is de nieuwe huisvesting voor de onderbouw, tevens het hoofdgebouw, gereed gekomen. In 2010 werd het nieuwe gebouw voor de bovenbouw opgeleverd en in gebruik genomen. Het ontwerp van beide gebouwen is van Snelder Architecten uit Hilversum. Het ontwerp van de meubels in het hoofdgebouw is van i29 uit Amsterdam.
Panta rhei is Grieks voor 'alles stroomt', een uitspraak die gedaan werd door de Griekse filosoof Heraclitus.